# هینال‌داغ
هینال‌داغ (به لاتین: Hinaldağ) یک کوه و قله در جمهوری آذربایجان است که در جنوب‌غربی این کشور واقع شده است. لوچای (رودخانه لِو)، رود شمکور و رود گنجه از این ناحیه سرچشمه می‌گیرند. این قله یکی از قله‌های اصلی کوه شاه‌داغ است که از قسمت شرقی رشته‌کوه قفقاز می‌گذرد در این ناحیه علفزارهای آلپی وجود دارد. بلندای این قله ۳۳۶۷ متر است.

## نگارخانه

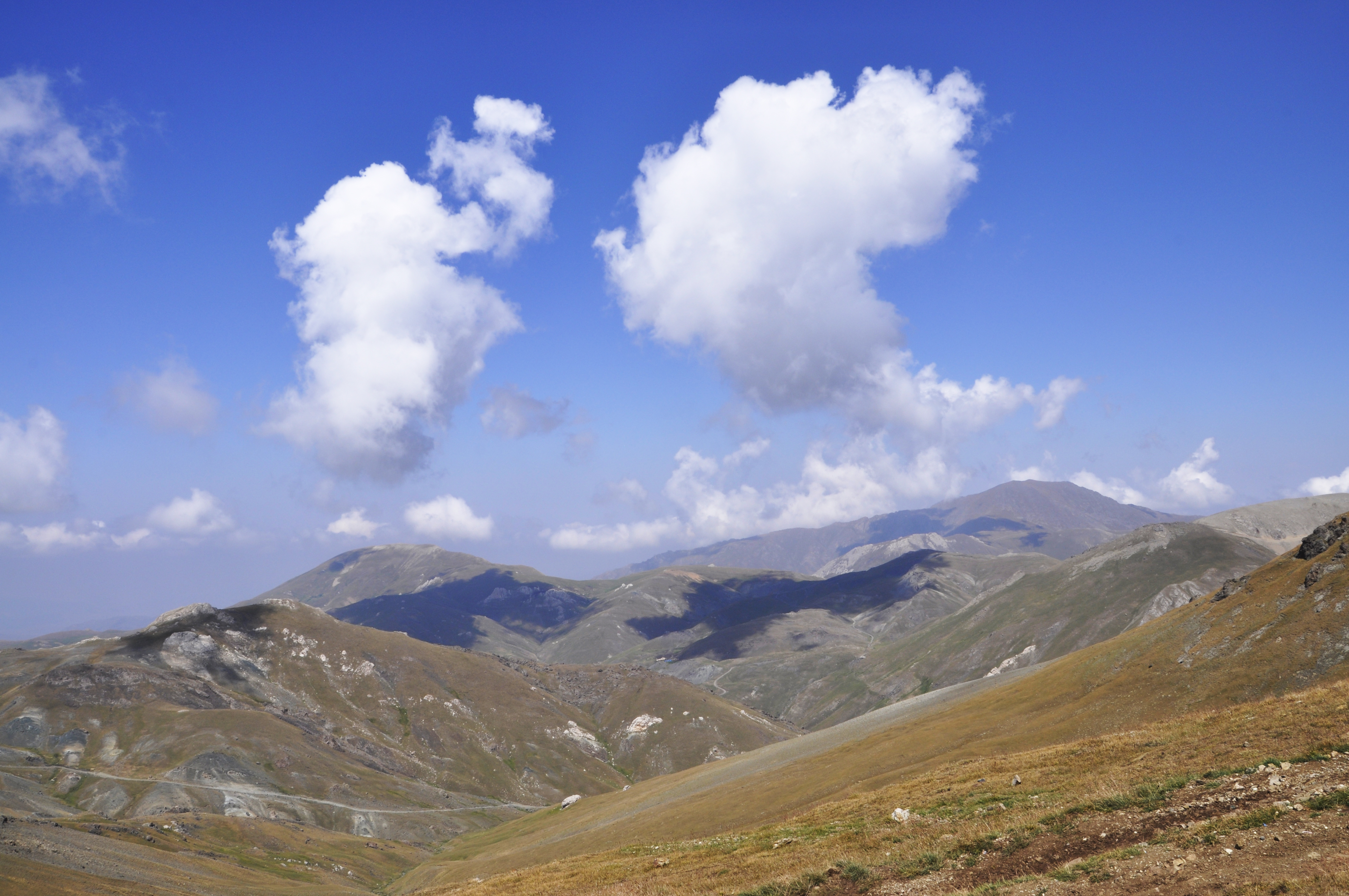
نمایی از کوه هینال‌داغ